# Avesta Brovallen HF
Avesta Brovallen HF är en handbollsklubb i Avesta. Klubben skapades genom en sammanslagning mellan Avesta HK och Brovallen HF 2001. Säsongen 2005/2006 gick Avesta Brovallen HF:s damlag från division 1 norra till elitserien. Man slutade sist i elitserien med 5 inspelade poäng. Man vann sedan åter division 1 2007/2008 och spelade 2008/2009 åter i elitserien. Det gick på samma sätt. Klubben slutade sist med 2 poäng. Sen har damlaget rasat i seriesystemet. 2017 spelar damlaget i division 3 Östsvenska. Klubbens framgångsrikaste spelare har Mikaela Johansson varit. Efter att Avesta Brovallen degraderades gick hon till Skövde HF, och sen 2015 spelar hon för Kristianstad HK i elitserien.
Säsongen 2006/2007 skapades det första riktiga herrlaget i klubbens historia, vilka startade i division 4. 2017 spelar herrlaget i division fyra. 
Klubbens hemmamatcher spelas i Kopparhallen, Avesta Jernverks gamla tunnplåtverk i Koppardalen som gjorts om till idrottshall.